# ایزابلا، باسیلان
ایزابلا، باسیلان (به لاتین: Isabela, Basilan) یک منطقهٔ مسکونی در فیلیپین است که در باسیلان واقع شده‌است.